# Göta kanals skulpturstråk

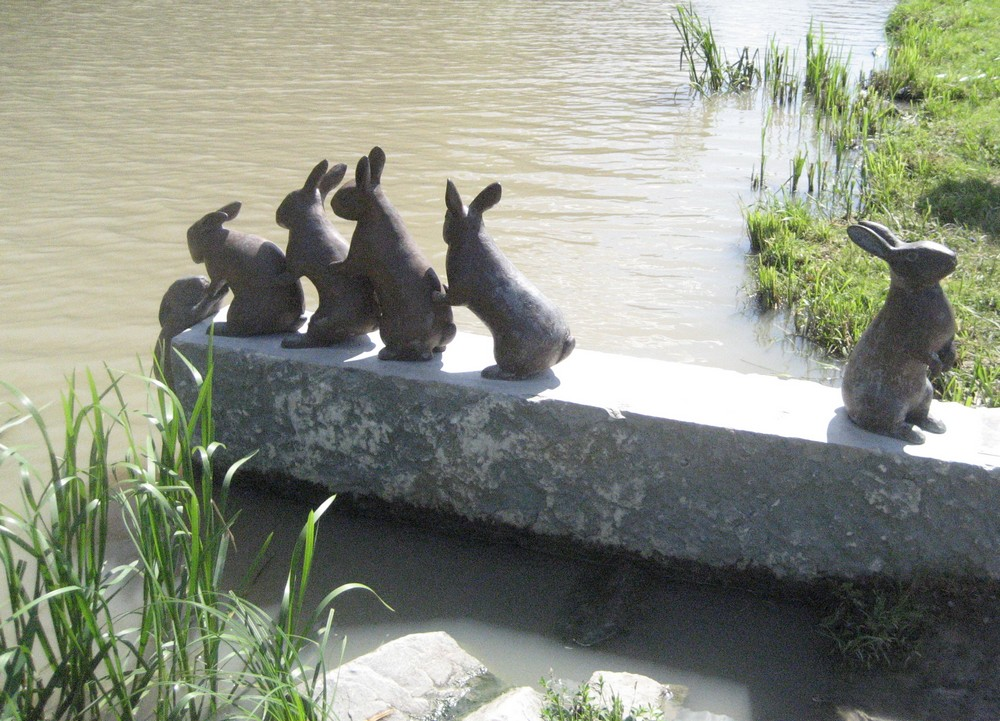
Rabbit crossing av Eva Fornåå, Söderköping

Göta kanals skulpturstråk är ett svenskt skulpturstråk längs Göta Kanal.
Skulpturstråket har utvecklats genom konstprojektet Visioner vid vatten, vilket initierades av konstnären Bo Olls. Under åren 2002-2007 drevs konstprojektet i samverkan mellan regionala organ, kommuner och AB Göta Kanalbolag i Östergötland och har därefter drivits i liknande form i Västergötland.

## Konstverk
- Utpost av Richard Johansson, 2004, i Mem vid Göta Kanals inlopp från Östersjön
- Rabbit crossing av Eva Fornåå, brons och borghamnskalksten, 2005, väster om gästhamnen i Söderköping
- Dubbelgångare av Kent Karlsson, 2006, på en vågbrytare i Roxen, nedanför Bergs slussar
- Tjuff-Tjuff av Jonas Hellström, 2003, en vattenskulptur i Borensberg
- Pojken av Bianca Maria Barmen, 2009, i Tåtorp i Töreboda kommun
- Vattentrappa av Bengt Olson, bohusgranit, 2007, varvsbassängen i Sjötorp
- Rosa eko - inre eld av Katarina Norling 2012, vid Norrkvarns slussområde på Göta kanals västgötadel
- Pålstek av Anna Tegeström Wolgers 2013, i Forsvik.

## Diskuterade konstverk
- konstverk i sjön Viken vid Göta kanals inlopp mot Dammsjön och Forsviks sluss i Karlsborgs kommun[1]
- konstverk i Norrqvarn i Mariestads kommun[2]